# Oleksii Shliakotin
Oleksii Ihorovych Shliakotin (en ucraniano: Олексій Ігорович Шлякотін; en chino: 奧利斯; Kiev, Ucrania, Unión Soviética, 2 de septiembre de 1989) es un futbolista ucraniano, nacionalizado hongkonés, que juega como portero en el Rangers, club de la Liga Premier de Hong Kong.
Tras vivir varios años en Hong Kong, obtuvo la ciudadanía local, lo que le permite ser convocado por la selección de fútbol de Hong Kong.

## Trayectoria
El 4 de octubre de 2022, Shliakotin se incorporó al Sham Shui Po.
El 31 de enero de 2024 fue cedido al Rangers, equipo con el que firmó un contrato permanente en julio del mismo año.

## Selección nacional
El 30 de agosto de 2023, después de residir en Hong Kong durante siete años, Shliakotin declaró estar abierto a representar a la selección de fútbol de Hong Kong y confirmó que cumplía con los requisitos para solicitar el pasaporte de la Región Administrativa Especial de Hong Kong (RAEHK).
El 9 de mayo de 2025 se anunció oficialmente que Shliakotin había recibido su pasaporte de la RAEHK, lo que lo habilita para competir internacionalmente con la selección hongkonesa.

## Vida personal
Shliakotin está casado con Elizabeth Caballero, una restauradora panameña.
Se pronunció públicamente sobre la invasión rusa de Ucrania, expresando: "Es definitivamente el peor sentimiento que he experimentado en mi vida; sin duda, los momentos más duros que he atravesado". En el momento de la invasión, sus padres se encontraban en Kiev. Como consecuencia del conflicto, su familia —incluyendo a su hermana— perdió su vivienda y se refugió en Alemania, donde obtuvieron estatus de refugiados.

## Palmarés

### Club
Rangers
- Hong Kong Sapling Cup: 2023–24